# Český dukát

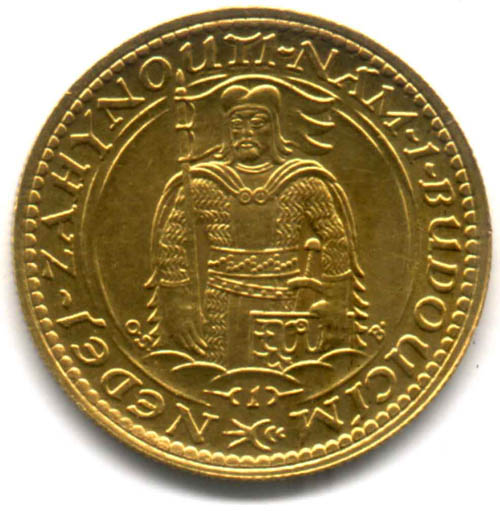
Svatováclavský dukát, 1923

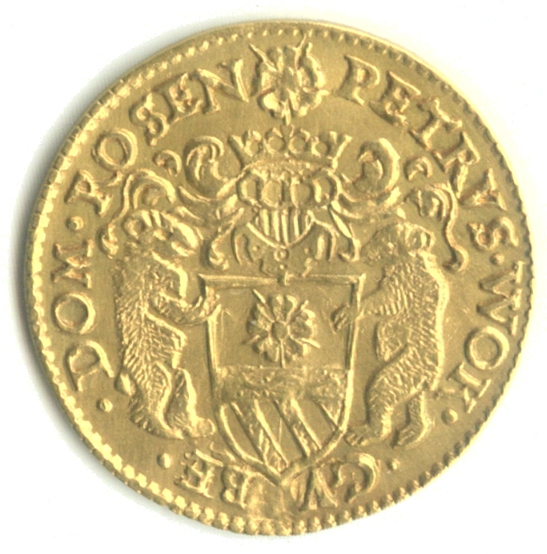
Dukát Petra Voka z Rožmberka

Český dukát či český zlatý je zlatá dukátová mince, která byla ražená na území českého státu. Od 16. století se její hmotnost ustálila na 3,49 g a na ryzosti 23 2/3 karátu.
Pod vlivem ražby uherských dukátů začaly být v Čechách raženy v Praze za vlády Jana Lucemburského od roku 1325 jako florény (pojmenovány podle florentské předlohy) a za vlády jeho syna Karla IV. jako české dukáty (český zlatý). Razily se do 80. let 14. století, poté zase až od roku 1495. V oběhu byly do 17. století. Měly na sobě reliéf sv. Václava. Z českého území dále známe československý dukát, svatováclavský dukát.
1 dukát = 30 pražských grošů = 190 krejcarů